# Antibore
 (janvier 2022).
Si vous disposez d'ouvrages ou d'articles de référence ou si vous connaissez des sites web de qualité traitant du thème abordé ici, merci de compléter l'article en donnant les références utiles à sa vérifiabilité et en les liant à la section « Notes et références ».
L'antibore est l’atome d'antimatière « symétrique » de celui de bore (11B, bore ordinaire).
Il est composé de cinq positons formant un nuage autour de cinq antiprotons et de six antineutrons comme noyau atomique. 

## Représentation
Il est souvent représenté par le symbole chimique B, dont l’usage n’est cependant pas reconnu par l’Union internationale de chimie pure et appliquée.